# Campeonato europeo de hockey sobre patines femenino de 2003
El VII Campeonato europeo de hockey sobre patines femenino se celebró en Coutras, Francia, entre el 1 de septiembre y el 6 de septiembre de 2003. 
En el torneo participaron 7 selecciones: España, Portugal, Francia, Alemania, Suiza, Inglaterra e Italia
El formato utilizado fue el de liguilla, y el equipo campeón fue la selección de Alemania.